# Фаца Мотрулуј (Мехединци)
Фаца Мотрулуј (рум. Fața Motrului) насеље је у Румунији у округу Мехединци у општини Стангачауа. Oпштина се налази на надморској висини од 122 m.

## Становништво
Према подацима из 2002. године у насељу је живело 207 становника, од којих су сви румунске националности.